# Hydroélectricité en Islande

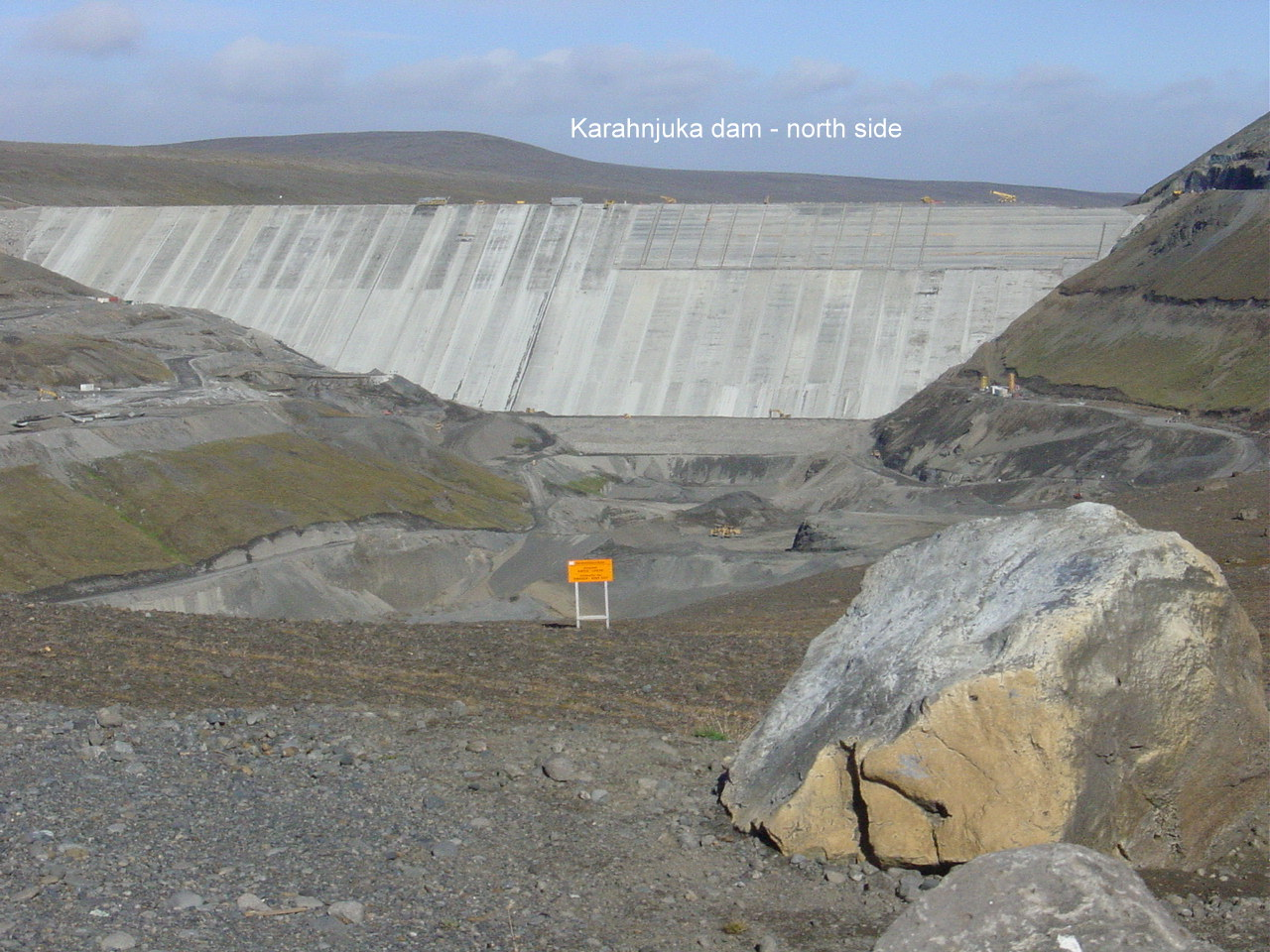
Barrage de Kárahnjúka (centrale de Fljótsdalur, la plus puissante d'Islande avec 690 MW), haut de 193 m, en construction en 2006.

Le secteur de l'hydroélectricité en Islande occupe une place majeure : sa part dans la production d'électricité du pays était de 70,2 % en 2023.
L'Islande se classe en 2024 au 10e rang des producteurs d’hydroélectricité en Europe, avec 2,1 % de la production hydroélectrique de l'Europe. Sa puissance installée représente 0,9 % du total européen.
Elle se situe au premier rang mondial pour la consommation d'électricité par habitant, quatre fois plus élevée que celle des États-Unis ; la Norvège vient loin derrière avec une production par habitant moitié moindre.
En 2014, 80 % de la production d'électricité de l'Islande ont été consommés par les industries fortes utilisatrices d'électricité (power intensive), en particulier l'industrie de l'aluminium.
Le potentiel hydroélectrique de l'Islande n'est encore exploité qu'à moins de sa moitié. Un projet d'exportation par câble sous-marin vers le Royaume-Uni est à l'étude.

## Potentiel hydroélectrique

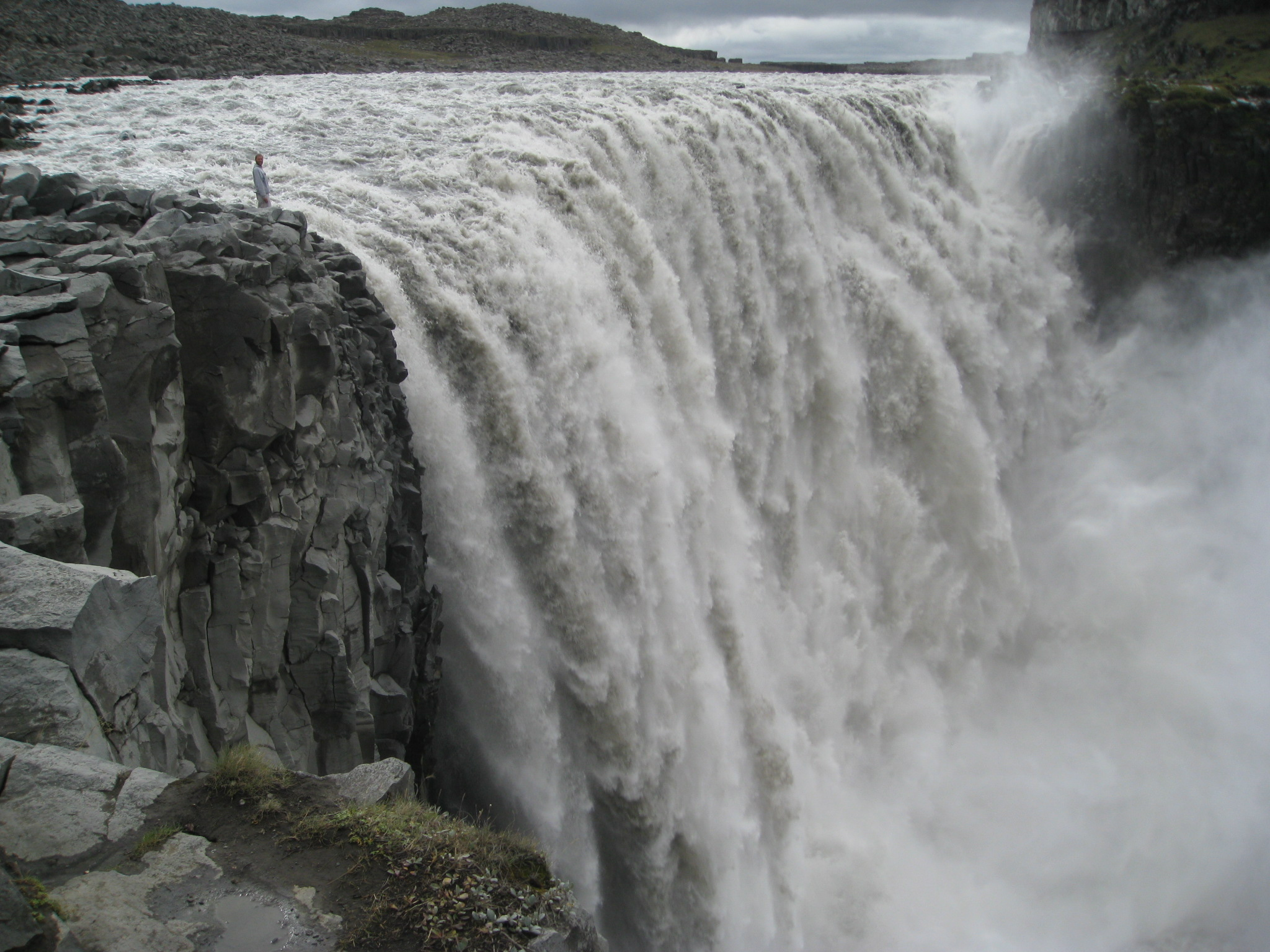
La cascade Dettifoss, sur la Jökulsá á Fjöllum : les rivières islandaises ont un important potentiel énergétique.

Plus de 10 % de l'île est recouverte de glaciers, dont certains (Vatnajökull, Langjökull et Hofsjökull) comptent parmi les plus grands d'Europe. Ces glaciers sont la source de nombreuses rivières glaciaires, dont les plus importantes sont la Þjórsá, la Jökulsá á Fjöllum, la Hvítá, la Skjálfandafljót, la Jökulsá á Brú et la Tungnaá. Elles possèdent un débit important (jusqu'à une centaine de mètres cubes par seconde) dès leur source, à plusieurs centaines de mètres d'altitude. Cette combinaison d'altitude et de débit donne à ces rivières un important potentiel énergétique, et dote l'Islande de nombreuses cascades qui figurent parmi les attractions appréciées des touristes, ce qui a entraîné la protection de plusieurs rivières, notamment la Hvítá et la Jökulsá á Fjöllum, dont l'exploitation hydroélectrique est interdite.
Le potentiel théorique de l'hydroélectricité en Islande a été évalué à 184 TWh/an, dont 40 TWh/an économiquement exploitable ; la production atteignant 12,6 TWh/an en 2011, il reste un potentiel inexploité important. Le potentiel techniquement exploitable de la petite hydraulique est évalué à 12,3 TWh/an, soit environ 19 % du potentiel total. Les petites centrales existantes totalisaient 55 MW fin 2008, soit 2,9 % de la puissance installée totale.
Il y a encore de grands potentiels hydroélectriques non exploités dans l'île. En 2002, on estimait que l'Islande ne générait que 17 % de l'énergie hydroélectrique exploitable du pays. Le gouvernement islandais croit qu'il serait possible de produire 30 TWh supplémentaires d'hydroélectricité annuellement, tenant en compte des sources qui doivent rester inexploitées pour des raisons environnementales.

## Histoire

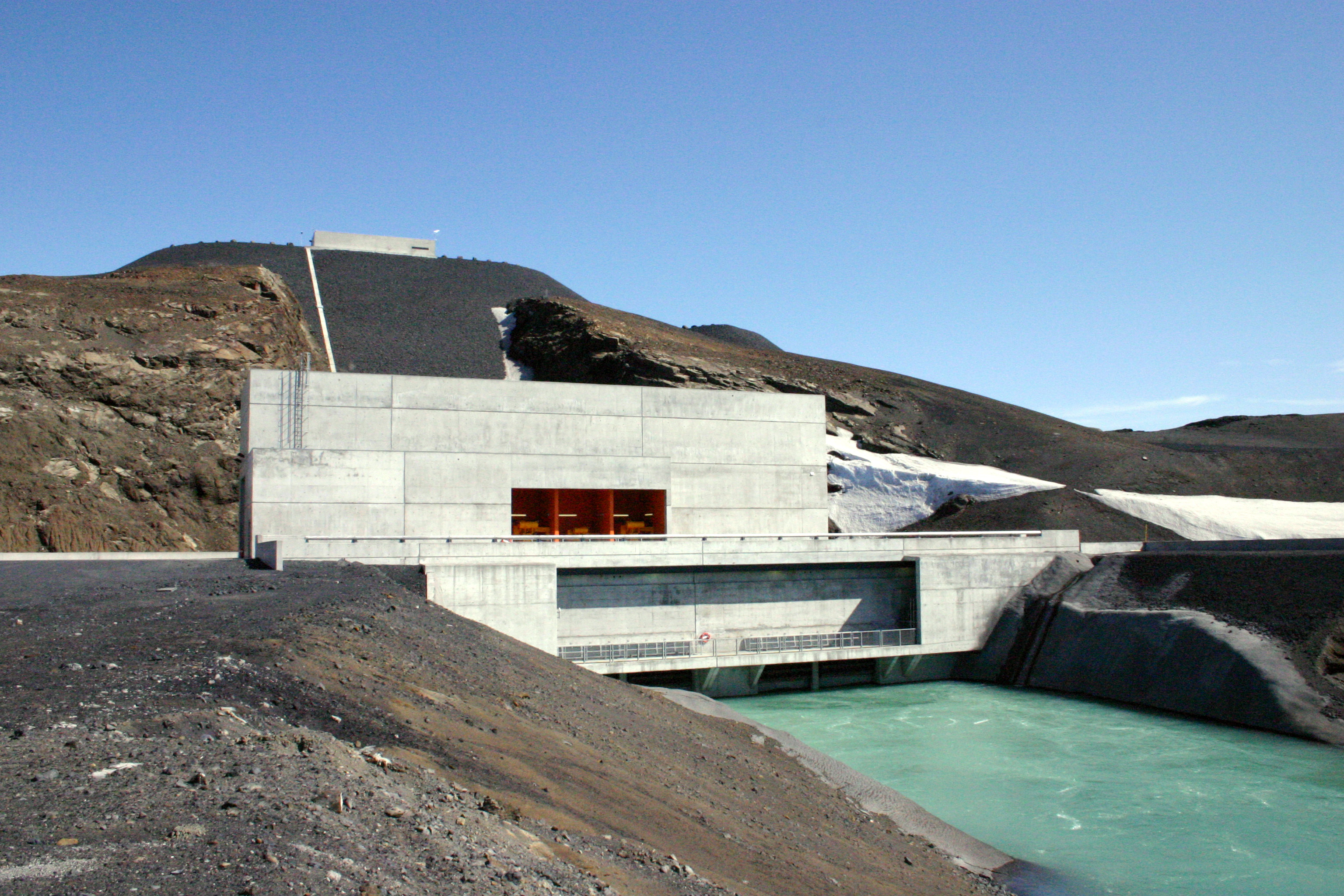
La centrale hydroélectrique de Vatnsfell

La première centrale hydroélectrique du pays a été construite en 1904 par un entrepreneur local. Elle était située dans une petite ville près de Reykjavik et délivrait une puissance de 9 kilowatts. La première centrale hydroélectrique municipale, Fjarðarselsvirkjun, fut construite en 1913 à Seyðisfjörður. En 1921, une nouvelle centrale fut installée près de Reykjavik, d'une puissance de 1 mégawatt (MW), quadruplant à elle seule la puissance installée dans l'ensemble du pays.
Les années 1950 ont marqué une nouvelle étape dans le développement de l'hydroélectricité en Islande. Deux centrales sont construites sur la rivière Sog, la première en 1953 avec une puissance de 31 MW, et une autre en 1959 de 26,4 MW. Ces deux centrales, partiellement détenues par le gouvernement islandais, étaient les premières à être construites à des fins industrielles.
En 1965, le gouvernement islandais et la municipalité de Reykjavik fondent Landsvirkjun, la compagnie nationale d'électricité. En 1969, la centrale de Búrfell d'une puissance de 210 MW fut installée sur la Þjórsá pour fournir le sud de l'Islande en électricité et alimenter une fonderie d'aluminium capable de produire 33 000 tonnes par année.
En 2009, l'Islande acheva son plus grand projet hydroélectrique, le complexe de Kárahnjúka, d'une puissance installée de 690 MW, pour alimenter une autre fonderie d'aluminium, celle de Fjardaál construite simultanément par Alcoa à Reyðarfjörður. Ce projet a soulevé une importante controverse parmi les écologistes.

## Production hydroélectrique
Selon l'International Hydropower Association, la production hydroélectrique de l'Islande a atteint 14 TWh en 2024, soit 2,1 % du total européen, au 10e rang européen.
L'Energy Institute estime la production des centrales hydroélectriques islandaises en 2024 à 13,6 TWh, soit 69,4 % de la production d'électricité du pays et 1,9 % du total européen. L'Islande se classe au 13e rang en Europe, derrière la Norvège (20 %), la Turquie (10,7 %), la France (10,2 %), la Suède (9,3 %) et l'Italie (7,9 %).
La production nationale d'électricité hydraulique s'est élevée à 14,22 TWh en 2023, soit 70,2 % de la production totale d'électricité du pays.
| Année | Production (Gwh) | Variation (%) | Part (%) |
| 1990  | 4 204            |               | 93,2 %   |
| 2000  | 6 356            |               | 82,7 %   |
| 2010  | 12 592           |               | 73,8 %   |
| 2011  | 12 507           | -0,7 %        | 72,7 %   |
| 2012  | 12 337           | -1,4 %        | 70,3 %   |
| 2013  | 12 863           | +4,3 %        | 71,0 %   |
| 2014  | 12 873           | +0,1 %        | 71,0 %   |
| 2015  | 13 781           | +7,1 %        | 73,3 %   |
| 2016  | 13 470           | -2,3 %        | 72,6 %   |
| 2017  | 14 059           | +4,4 %        | 73,1 %   |
| 2018  | 13 814           | -1,7 %        | 69,7 %   |
| 2019  | 13 461           | -2,6 %        | 69,1 %   |
| 2020  | 13 156           | -2,3 %        | 68,8 %   |
| 2021  | 13 803           | +4,9 %        | 70,4 %   |
| 2022  | 14 195           | +2,8 %        | 70,6 %   |
| 2023  | 14 219           | +0,2 %        | 70,2 %   |
| 2024  | 13 600           | -4,4 %        | 69,4 %   |

Grâce à cette production ainsi qu'à celle des centrales géothermiques (29,7 %) et de quelques éoliennes (0,02 %), l'Islande produit 99,99 % de son électricité à partir de sources renouvelables et est le premier consommateur mondial d'électricité par habitant : 51,71 MWh/hab en 2023, la Norvège venant loin derrière avec 23,43 MWh/hab, suivie par le Qatar avec 19,11 MWh/hab ; les États-Unis consomment 12,61 MWh/hab, soit quatre fois moins que l'Islande.
La production hydroélectrique de l'Islande a atteint 14 TWh en 2022, soit 2,5 % du total européen, au 10e rang européen.
La production hydroélectrique de l'Islande a atteint 14 TWh en 2021, soit 2,0 % du total européen, au 11e rang européen.
En 2018, l'Islande se classait au 11e rang européen avec 2,3 % du total européen.
Les augmentations de la production hydroélectrique sont directement reliées aux développements industriels. En 2014, 80 % de la production d'électricité de l'Islande ont été consommés par les industries fortes utilisatrices d'électricité (power intensive), en particulier l'industrie de l'aluminium : 71 %, celle du ferrosilicium : 6 %, celle des feuilles d'aluminium : 3 %.
L’Islande envisage en 2014 une ligne sous-marine de 1 000 km pour exporter l’hydroélectricité vers le Royaume-Uni.

## Puissance installée
La puissance installée des centrales hydroélectriques de l'Islande atteignait 2 289 MW fin 2024, soit 0,9 % du total européen, loin derrière la Norvège (12,9 %), la Turquie (12,5 %), l'Espagne (8,7 %), l'Italie (8,4 %), la France (7,8 %), la Suisse (6,7 %) et la Suède (6,2 %). L'appel d'offres pour l'aménagement hydroélectrique de Hvammur (95 MW, 740 GWh/an) est en cours (mise en service prévue en 2030), ainsi que l'enchère pour l'extension de l'aménagement de Sigalda, où une turbine de 65 MW sera ajoutée pour accroître la flexibilité (mise en service attendue fin 2028).
En 2018, l'Islande a mis en service le projet Búrfell II 100 MW, où une extension de 40 MW est envisagée.
La décision avait été prise en 2016 d'accroître de 100 MW la puissance de la centrale de Burfell sur la base de la prévision d'une accélération de la fonte des glaciers, déjà observée en Islande. La nouvelle centrale souterraine est à 2 km de la centrale actuelle de 288 MW.

## Acteurs
La compagnie nationale d'électricité (Landsvirkjun) est le principal producteur d'électricité, avec une production de 12 469 GWh, soit 75 % de la production totale, suivie par Reykjavik Energy : 2 138 GWh (12 %), puis par HS Orka : 1 431 GWh (9 %) ; ces deux dernières produisent leur électricité par géothermie.

## Politique énergétique

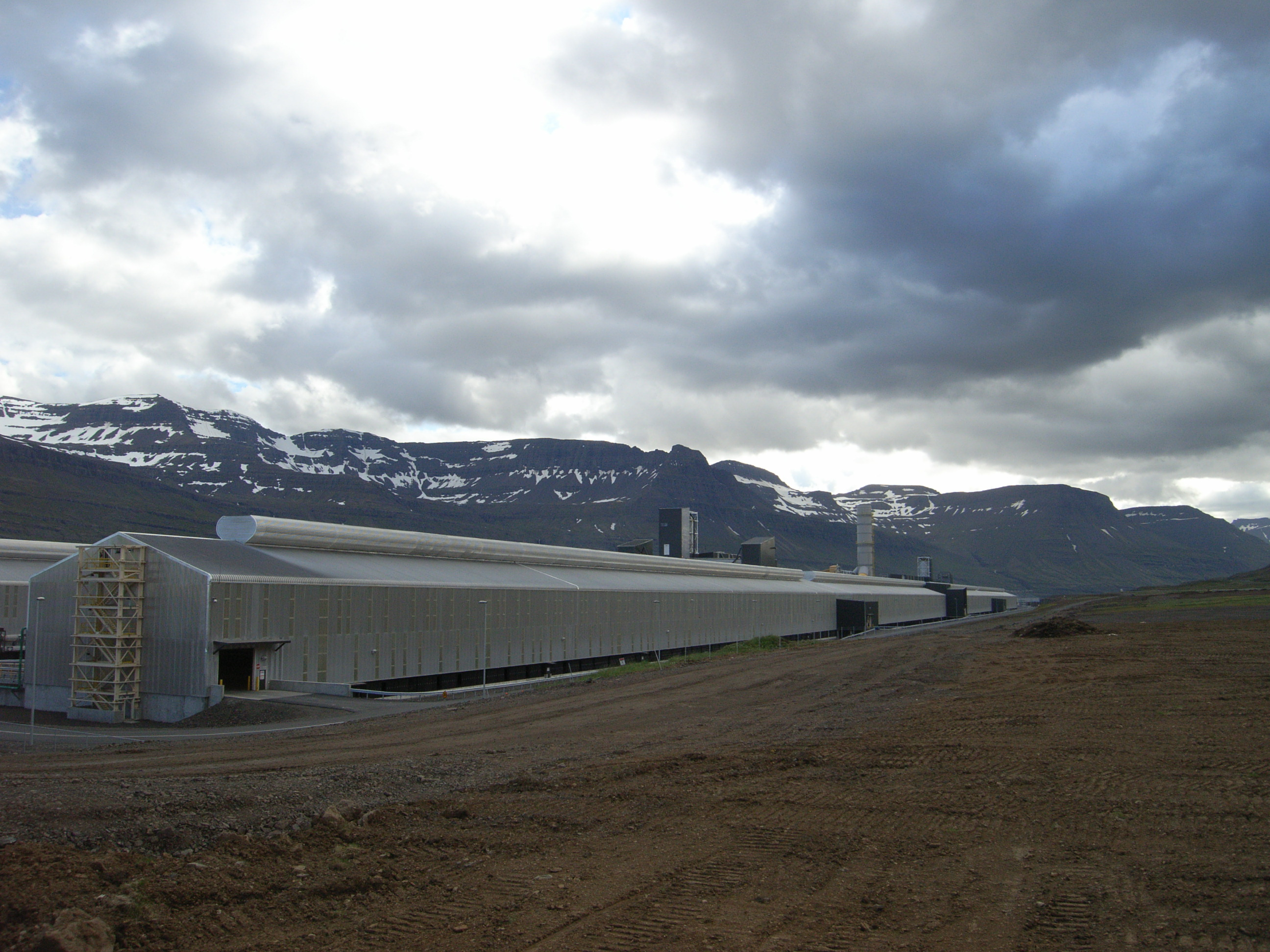
Une usine d'aluminium à Reyðarfjörður

L'Islande possède relativement peu de ressources naturelles, en dehors de la pêche, principale ressource économique du pays. Cette ressource étant très fluctuante, tout comme les prix du marché, le gouvernement a entrepris de diversifier l'économie. Étant donné l'important potentiel énergétique du pays, on proposa d'abord de vendre de l'électricité à l'Europe en l'exportant par un câble sous-marin. Cette idée étant difficile à mettre en œuvre, on choisit plutôt d'attirer sur l'île des industries fortement consommatrices en énergie, en particulier l'industrie de l'aluminium. En 2009, l'aluminium représentait 39 % des exportations.
L'électricité est à 100 % produite à partir de sources renouvelables, et la géothermie a remplacé le fioul et le charbon pour la chaleur, procurant le chauffage de 90 % des bâtiments, piscines ou serres agricoles. Au total, les renouvelables ont représenté 87 % de l'énergie primaire consommée par l'Islande en 2014. Le pays s'est fixé pour objectif de devenir le premier pays au monde 100 % vert à horizon 2050, en remplaçant le pétrole par les renouvelables dans les transports.

## Principales centrales hydroélectriques
Les centrales hydroélectriques islandaises de grande taille utilisent les eaux issues des glaciers et sont dotées de réservoirs qui permettent de réguler leur production en fonction de la demande tout au long de l'année ; les rivières glaciaires du sud de l'ïle sont la principale source de la production hydroélectrique du pays avec plus de 5 000 GWh/an. De nombreuses petites centrales réparties sur tout le territoire sont des centrales au fil de l'eau, qui turbinent simplement les apports naturels, sans réservoir.

Principales centrales hydroélectriques islandaises.
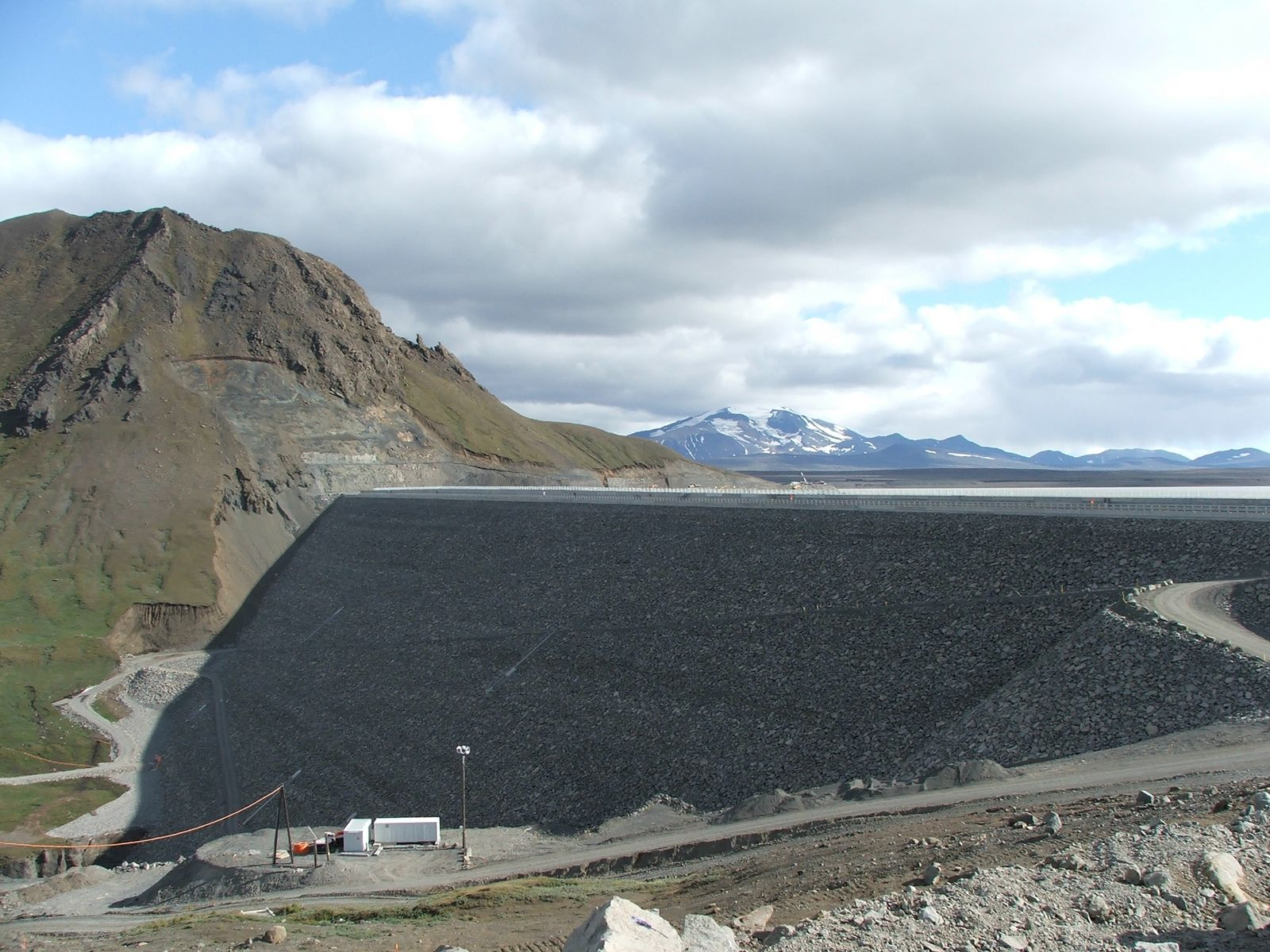
Barrage de Kárahnjúka (centrale de Fljótsdalur : 690 MW).
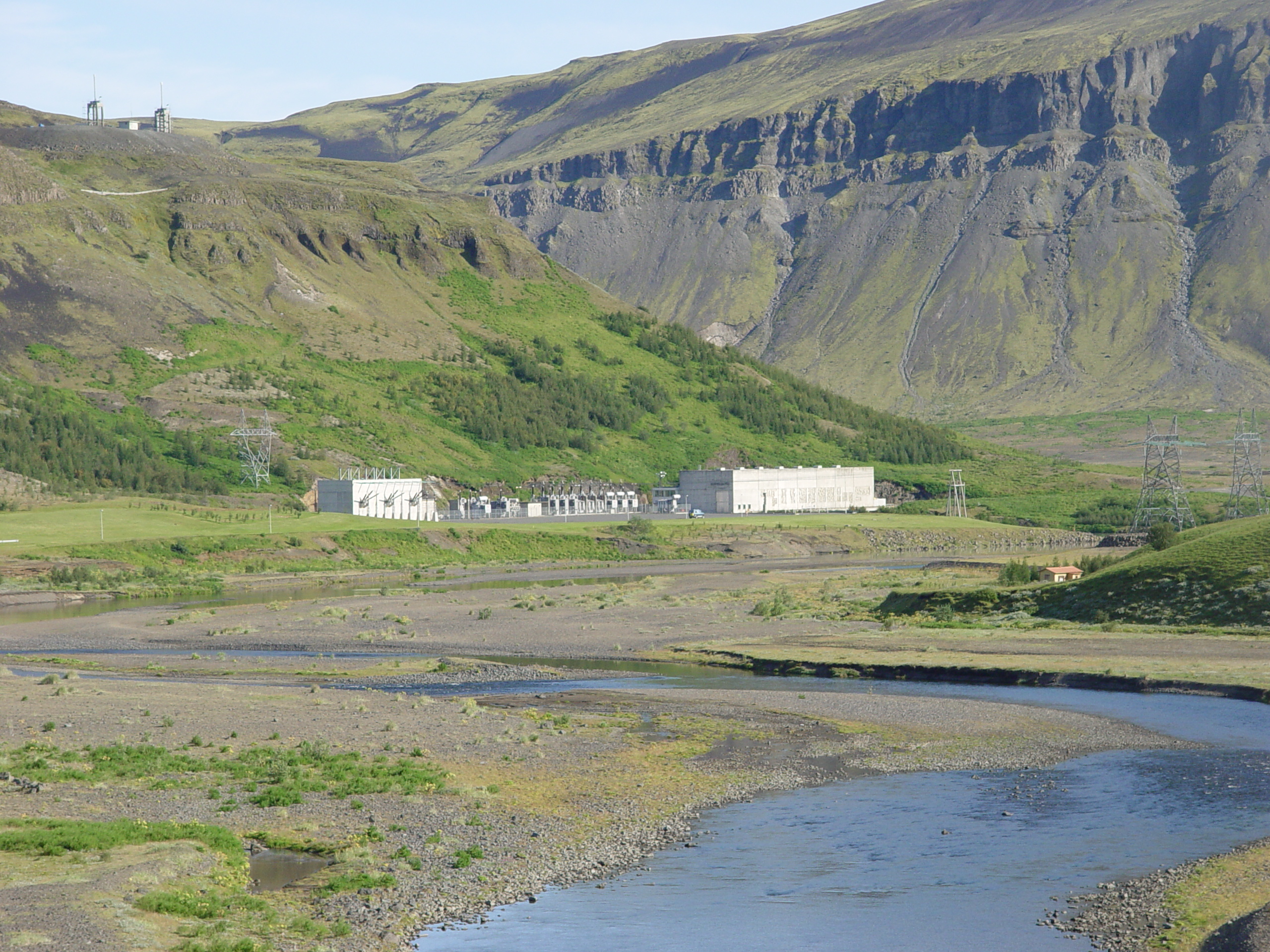
Centrale hydroélectrique de Búrfell (273 MW).
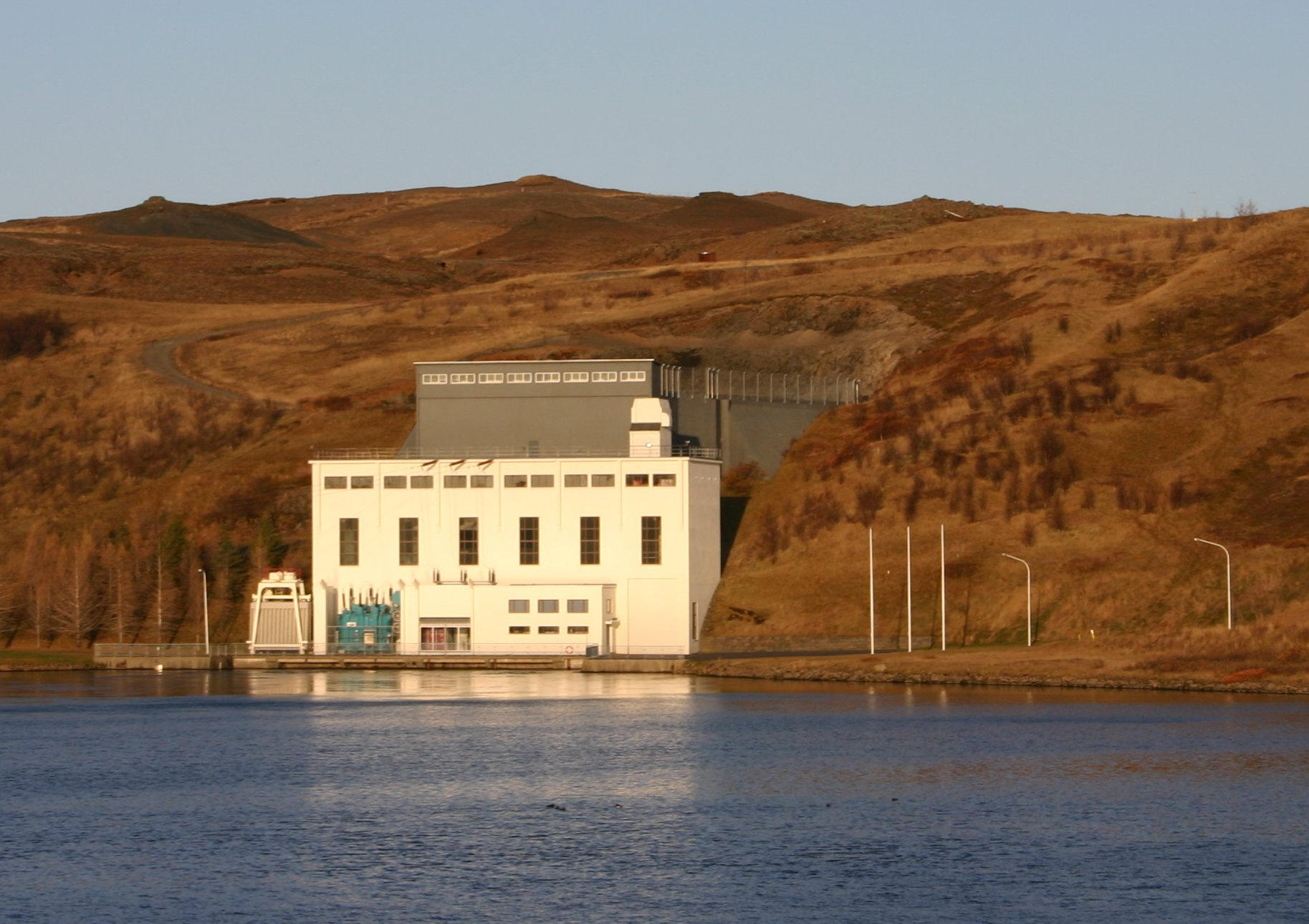
Centrales hydroélectriques de Sog : centrale de Steingrimsttod(27 MW).
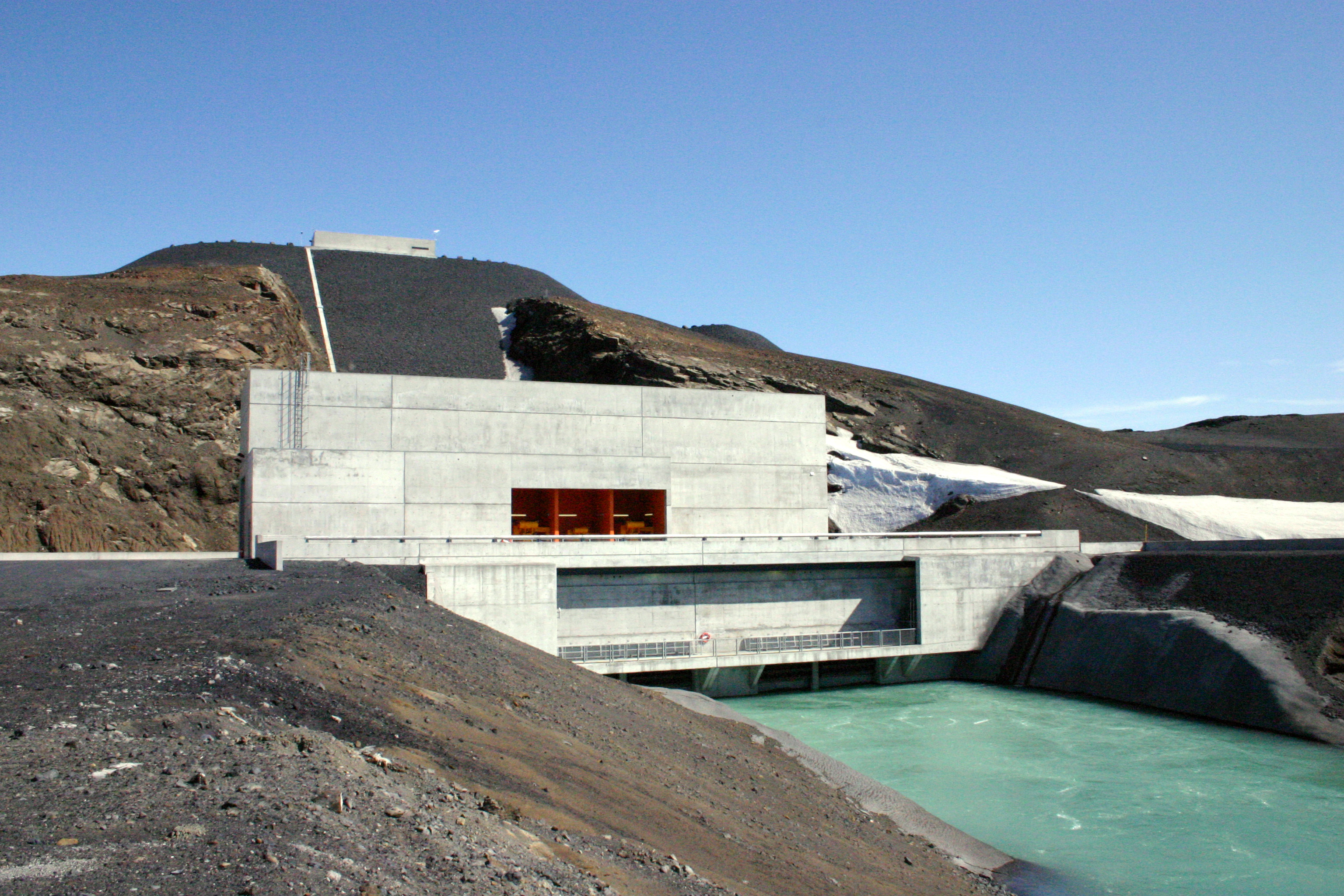
Centrale hydroélectrique de Vatnsfell (90 MW).

| Centrale                                 | Rivière                              | Province                      | Mise en service | Exploitant   | Puissance (MW) | Production moyenne (GWh/an) | Hauteur de chute |
| Fljótsdalur                              | Jökulsá á Brú et Jökulsá í Fljótsdal | Austurland (Islande de l'est) | 2007-2008       | Landsvirkjun | 690            | 4800                        | 599              |
| Búrfell                                  | Thjórsá                              | Sud                           | 1972, 1998      | Landsvirkjun | 370            | 2300                        | 115              |
| Hrauneyjafoss                            | Tungnaá                              | Sud                           | 1981            | Landsvirkjun | 210            | 1300                        | 88               |
| Blanda                                   | Blanda                               | Nord-ouest                    | 1991-92         | Landsvirkjun | 150            | 910                         | 287              |
| Sigalda                                  | Tungnaá                              | Sud                           | 1977-78         | Landsvirkjun | 150            | 920                         | 74               |
| Sultartangi                              | Tungnaá et Thjórsá                   | Sud                           | 2000            | Landsvirkjun | 120            | 1020                        | 45               |
| Búðarháls                                | Tungnaá                              | Sud                           | 2014            | Landsvirkjun | 95             | 585                         | 40               |
| Vatnsfell                                | Tungnaá et Thjórsá                   | Sud                           | 2001            | Landsvirkjun | 90             | 490                         | 65               |
| Sog (Ljósifoss, Írafoss, Steingrímsstöð) | Sog                                  | Sud-ouest                     | 1937-1959       | Landsvirkjun | 89             | 463                         |                  |

Le fleuve Þjórsá, situé au sud de l'Islande, est le plus grand fleuve islandais ; il alimente la centrale hydroélectrique de Búrfell (270 MW). Son principal affluent, la rivière Tungnaá, prend sa source à l'ouest du Vatnajökull. Plusieurs barrages se situent sur le cours de cette rivière : d'amont en aval Sigalda (150 MW), Hrauneyjafoss (210 MW), Búðarháls (95 MW) et Sultartangi (120 MW) lors de sa confluence avec la Þjórsá ; la centrale hydroélectrique de Vatnsfell (90 MW) est située sur un des affluents de la Tungnaá.